# Салютація
Салюта́ція — це вітальна частина в початковому протоколі умовного формуляра середньовічного та ранньомодерного документа. Зазвичай це вітання, яке звернене до адресата.
Цю частину формуляра документа знаходимо у двох універсалах гетьмана Богдана Хмельницького: «по залеценю зичливости нашое» (40), «доброго здоровья бажаю вам від бога» (226). Салютацію можна зустріти й в універсалі И. Петрижицького від 1/8 1632 р. і наказі П. Сагайдачного від 13/5 1619 р., де вона йшла після інскрипції. У цьому випадку універсали отримали визначений вплив не тільки канцелярських традицій, але й епістолярного жанру, де салютація була неодмінним атрибутом.